# 高野山町石道玉川峡県立自然公園
高野山町石道玉川峡県立自然公園（こうやさんちょういしみちたまがわきょうけんりつしぜんこうえん）は、和歌山県北部に位置する県立自然公園。1968年（昭和43年）1月6日にかつらぎ高野山系県立自然公園（かつらぎこうやさんけいけんりつしぜんこうえん）として指定。1996年（平成8年）10月2日に一部区域が金剛生駒紀泉国定公園へ編入された。指定区域には橋本市、かつらぎ町、九度山町が含まれている。面積は746ha。
和歌山県立自然公園の抜本的見直しにより2009年（平成21年）4月28日に改名され現在名となった。改名直後の面積は645ha。

## 見所
- 玉川峡[2]
- 高野参詣道町石道
- 高野参詣道黒河道
- 寶來山神社（宝来山神社）[2]
- 慈尊院[2]

## 関連市町
- 橋本市
- 伊都郡かつらぎ町
- 伊都郡九度山町

## 典拠
1. ↑  和歌山県立自然公園の抜本的見直しについて
2. 1 2 3  高野山町石道玉川峡県立自然公園 和歌山県（2024年11月23日閲覧）